# Retroreflexe
Retroreflexe byl umělecký projekt Epose 257 z roku 2017. Realizován byl jak v galerijním, tak částečně ve veřejném prostoru. Jednalo se rovněž o autorovu diplomovou práci na pražské VŠUP.
Jedna z jeho hlavních částí, obří mozaika z 256 autentických dopravních značek typu Z3 opatřených retroreflexní fólií, se nacházela na fasádě jednoho z domů v pražské Knížecí ulici. Jednotlivé části objektu přitom autor získal prostřednictvím rozsáhlé výměny zmíněného značení, během které na území celé metropole postupně nahrazoval původní značky novými. Výstavní část projekt měla podobu instalace v prostorách korza pražského Veletržního paláce - tedy v místě, které je prostřednictvím rozměrné prosklené stěny v těsném kontaktu právě s ulicí, potažmo veřejným prostorem.

## Interpretace
V návaznosti na víceznačný název celého projektu rozvíjeli kurátoři galerijní části projektu František Teplý a Jiří Ptáček právě motiv „přechodu mezi dvěma světy“ a jejich následného usouvztažnění. V doprovodném textu napsali, že okno korza:„(...) obdobně jako Carrollovo zrcadlo odhaluje zdánlivě stejný svět, který se však posléze jeví jako převrácený vůči tomu skutečnému, a lze tak spatřit průhledem z ulice městské prostředí, které je podobné tomu, ve kterém se momentálně nacházíme. Teprve následným vztažením jsme schopni reflektovat, co doopravdy vidíme.“
Princip retroreflexe interpretovali zmínění kurátoři rovněž v případě samotných vystavovaných objektů, když uvedli, že „Artefakty jsou abstrahovanými mapami a relikty dlouhodobých intervencí, dokumentacemi zpětně usazované do konkrétních časoprostorových souřadnic.“

## 3080 transakcí
Projekt Retroreflexe poté Epos 257 rozšířil ještě o další rovinu. Vstup na výstavu ve Veletržním paláci byl totiž podmíněn výměnou české bankovky jakékoliv nominální hodnoty za zcela novou bankovku o stejné hodnotě. Při samotné transakci tedy nikdo netratil ani nevydělal, učiněn byl ovšem směnný úkon odkazující na oběh peněz, zboží a služeb ve společnosti. Symbolické „praní“ bankovek návštěvníkům nejen poodkrývalo pozadí některých děl vzniklých v rámci Retroreflexe, ale také je (povětšinou nevědomě) zapojilo do vzniku uměleckého díla nového. Sám autor totiž igelitovou tašku s nastřádaným obnosem poslal do dražby. Dílo pojmenované 3080 transakcí, které tvořily bankovky v celkové hodnotě 878 600 Kč se mu podařilo prodat za 1 100 000 korun bez aukční provize. Transakce číslo 3081 z něj tak učinila nejdražšího českého umělce mladé generace.

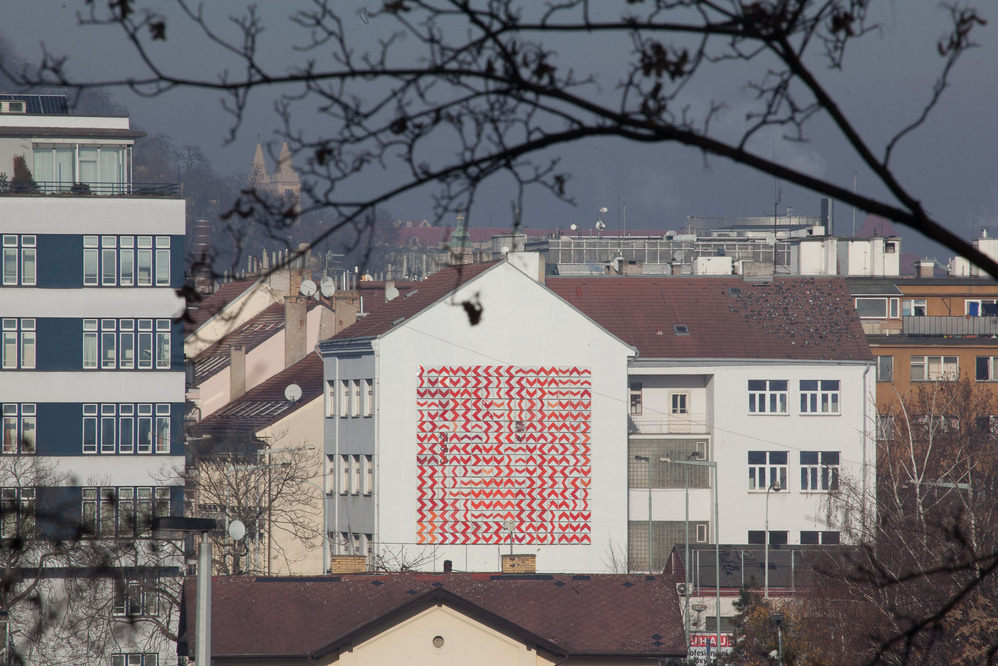
Mozaika z dopravních značek na fasádě jednoho z domů na pražském Smíchově.